# EDO RIVER
『EDO RIVER』（エド・リバー）は、カーネーションの5枚目のアルバム。1994年8月21日に日本コロムビアから発売。2009年11月25日に、Deluxe Editionとしてボーナスディスクと2枚組でリマスタリングして再発売。ジャケットのデザインは山本ムーグ。

## 概要
日本コロムビア移籍第1弾として発売された。収録曲「Edo River」「ローマ・函館」が各地のFMラジオ局でパワープレイを獲得し、外資系を中心としたCDショップで推薦され、音楽雑誌にも取り上げられるようになるなど、カーネーションを取り巻く状況が一変したアルバムである。

## 評価
「ミュージック・マガジン」誌2016年７月号「90年代の邦楽アルバム・ベスト100」において68位に選出され、「タイトル曲は90年代を代表するキラー・チューンだ」と評された。

## 収録曲

### Disc1
1. Edo River
ミュージックビデオが制作されている。コーラスを担当する大野由美子(Buffalo Daughter)が出演している。
2. Be My Baby
3. アイ・アム・サル
4. さよならプー
愛車との別れから生まれた曲。
5. サイケなココロ
6. Speed Skate Sightseeing（Instrumental）
7. ダイナマイト・ボイン
8. サマーデイズ
9. ローマ・函館
10. レター
11. 今日も朝から夜だった
コーラスは青山陽一。
12. Love Experience
コーラスは大野由美子。

### Disc2
Deluxe Edition
1. Are You There With Another Girl
バート・バカラックのカヴァー。オムニバス「トリビュート・トゥ・バート・バカラック」より。
2. ローマ・函館（Studio Demo）
3. さよならプー（Studio Demo）
4. Edo River（Demo）
5. Be My Baby（Demo）
6. サイケなココロ（Demo）
7. サマーデイズ（Demo）
8. ローマ・函館（Demo）
9. Love Experience（Demo）
10. Edo River（Home Demo）
11. アイ・アム・サル（Home Demo）
12. さよならプー（Home Demo/Instrumental）
13. サイケなココロ（Home Demo）
14. ダイナマイト・ボイン（Home Demo）
15. 今日も朝から夜だった（Home Demo/Instrumental）